# Einschienenbahn Naha
| Einschienenbahn Okinawa |             |                            |                            |
| Streckenkarte 2020 |             |                            |                            |
| Streckenlänge: | 17,0 km     |                            |                            |
| Stromsystem: | 1500 V =    |                            |                            |
| Maximale Neigung: | 60 ‰        |                            |                            |
| Streckengeschwindigkeit: | 65 km/h     |                            |                            |
| Zugbeeinflussung: | ATC         |                            |                            |
| Zweigleisigkeit: | durchgehend |                            |                            |
| |             |                            |                            |
| Streckenverlauf |             |                            |                            |
| \| \| 0,0 \| Naha Kūkō (Flughafen Naha) \| Naha Kūkō (Flughafen Naha) \| \| \| 0,53 \| Betriebswerk und Depot \| Betriebswerk und Depot \| \| \| 1,95 \| Akamine \| Akamine \| \| \| 2,71 \| Oroku \| Oroku \| \| \| 3,68 \| Ōnoyama-kōen \| Ōnoyama-kōen \| \| \| \| Kokuba \| \| \| \| 4,52 \| Tsubogawa \| Tsubogawa \| \| \| 5,33 \| Asahibashi \| Asahibashi \| \| \| 5,91 \| Kenchō-mae \| Kenchō-mae \| \| \| 6,63 \| Miebashi \| Miebashi \| \| \| 7,61 \| Makishi \| Makishi \| \| \| 8,20 \| Asato \| Asato \| \| \| 8,95 \| Omoromachi \| Omoromachi \| \| \| 9,96 \| Furujima \| Furujima \| \| \| 10,88 \| Shiritsubyōin-mae \| Shiritsubyōin-mae \| \| \| 11,84 \| Gibo \| Gibo \| \| \| 12,84 \| Shuri \| Shuri \| \| \| 13,90 \| Ishimine \| Ishimine \| \| \| \| Naha/Urasoe \| \| \| \| 15,00 \| Kyōzuka \| Kyōzuka \| \| \| 16,00 \| Urasoe-Maeda \| Urasoe-Maeda \| \| \| \| \| \| \| \| \| Tunnel (430 m) \| \| \| \| \| \| \| \| \| 17,00 \| Tedako-Uranishi \| Tedako-Uranishi \| |             |                            |                            |
| U-Bahn-Kopfbahnhof Anfang Hochstrecke | 0,0         | Naha Kūkō (Flughafen Naha) | Naha Kūkō (Flughafen Naha) |
| U-Bahn-Betriebs-/Güterbahnhof Streckenanfang und quer · U-Bahn-Abzweig geradeaus und nach rechts | 0,53        | Betriebswerk und Depot     | Betriebswerk und Depot     |
| U-Bahn-Haltepunkt / Haltestelle | 1,95        | Akamine                    | Akamine                    |
| U-Bahn-Haltepunkt / Haltestelle | 2,71        | Oroku                      | Oroku                      |
| U-Bahn-Haltepunkt / Haltestelle | 3,68        | Ōnoyama-kōen               | Ōnoyama-kōen               |
| |             | Kokuba                     |                            |
| U-Bahn-Haltepunkt / Haltestelle | 4,52        | Tsubogawa                  | Tsubogawa                  |
| U-Bahn-Bahnhof | 5,33        | Asahibashi                 | Asahibashi                 |
| U-Bahn-Haltepunkt / Haltestelle | 5,91        | Kenchō-mae                 | Kenchō-mae                 |
| U-Bahn-Haltepunkt / Haltestelle | 6,63        | Miebashi                   | Miebashi                   |
| U-Bahn-Haltepunkt / Haltestelle | 7,61        | Makishi                    | Makishi                    |
| U-Bahn-Haltepunkt / Haltestelle | 8,20        | Asato                      | Asato                      |
| U-Bahn-Bahnhof | 8,95        | Omoromachi                 | Omoromachi                 |
| U-Bahn-Haltepunkt / Haltestelle | 9,96        | Furujima                   | Furujima                   |
| U-Bahn-Haltepunkt / Haltestelle | 10,88       | Shiritsubyōin-mae          | Shiritsubyōin-mae          |
| U-Bahn-Haltepunkt / Haltestelle | 11,84       | Gibo                       | Gibo                       |
| U-Bahn-Haltepunkt / Haltestelle | 12,84       | Shuri                      | Shuri                      |
| U-Bahn-Haltepunkt / Haltestelle | 13,90       | Ishimine                   | Ishimine                   |
| |             | Naha/Urasoe                |                            |
| U-Bahn-Haltepunkt / Haltestelle | 15,00       | Kyōzuka                    | Kyōzuka                    |
| U-Bahn-Haltepunkt / Haltestelle | 16,00       | Urasoe-Maeda               | Urasoe-Maeda               |
| U-Bahn-Strecke Ende Hochstrecke |             |                            |                            |
| U-Bahn-Tunnel |             | Tunnel (430 m)             | Tunnel (430 m)             |
| U-Bahn-Strecke Anfang Hochstrecke |             |                            |                            |
| U-Bahn-Kopfbahnhof Ende Hochstrecke | 17,00       | Tedako-Uranishi            | Tedako-Uranishi            |

Die Einschienenbahn Naha (jap. 沖縄都市モノレール線, Okinawa toshi monorēru-sen, wörtlich: Stadteinschienenbahnlinie Okinawa), auch Okinawa Monorail genannt, ist Teil des ÖPNV der japanischen Städte Naha und Urasoe auf der Insel Okinawa. Sie wird von der Okinawa toshi monorēru Kabushiki-gaisha (jap. 沖縄都市モノレール株式会社) als einzige Bahnlinie auf der Inselgruppe betrieben und verbindet den Flughafen der Insel mit der Inselhauptstadt Naha und der Nachbarstadt Urasoe.
Der Kosename der Bahn lautet Yui Rail (ゆいレール, Yui rēru) und stammt aus einem öffentlichen Wettbewerb zur Logosuche und Namensfindung. Im Dialekt von Okinawa bezeichnet „yui“ die örtliche Tradition, sich gegenseitig zu helfen.

## Geschichte
Gegen Ende des Zweiten Weltkrieges wurde im März 1945 die letzte Eisenbahnlinie auf der Insel stillgelegt, danach fand öffentlicher Personenverkehr ausschließlich mit Bussen und Taxen statt. In den engen Straßen der Städte führte dies zusammen mit dem Individualverkehr zu häufigen Staus und entsprechend langen Reisezeiten. Daher arbeiteten seit den 1970er Jahren die nationale Regierung, die Präfektur Okinawa und die Stadt Naha zusammen, um mit einer aufgeständerten Einschienenbahnlinie den Verkehr zu entflechten und so zu beschleunigen. 1975 wurde der „Urban Monorail Research Council“ gegründet und die Vorbereitungen für den Bau, einschließlich der Prüfung von Strecken, begann. Im September 1982 wurde die „Okinawa Urban Monorail Co., Ltd.“ als Betreibergesellschaft gegründet und im selben Jahr wurde bei der Präfektur ein Genehmigung für den Abschnitt zwischen Takara (heute Haltestelle Akamine) und Shuri Taira beantragt. Diese Planung wurde im folgenden Jahr überdacht und die Strecke wurde auf 12,9 Kilometer vom Flughafen bis Shuri Taira verlängert. Im Jahr 1994 wurde eine grundlegende Vereinbarung und ein Memorandum of Understanding zwischen der Präfektur Okinawa, der Stadt Naha und der Betreibergesellschaft unterzeichnet, und ein Budget für die Einschienenbahn-Infrastruktur wurde in den Haushaltsentwurf der Regierung von 1995 aufgenommen. Im September desselben Jahres und im März 1996 des folgenden Jahres reichte die „Okinawa Urban Monorail“ erneut einen Bauantrag für die Strecke Flughafen (derzeit Flughafen Naha) – Taira (derzeit Shuri) ein, der kurzfristig genehmigt wurde und die Arbeiten an den Gleisanlagen begannen im November desselben Jahres. Zu diesem Zeitpunkt war der geplante Eröffnungstermin Dezember 2003, aber die Bauzeit wurde verkürzt, tatsächlich startete am 10. August 2003 im August desselben Jahres der Betrieb und somit etwa vier Monate früher.
Anfangs war die öffentliche Meinung aufgrund der erwähnten „Autogesellschaft“ besorgt darüber, ob die Bahn tatsächlich genutzt werden würde, aber diese Bedenken erwiesen sich als unbegründet, da die Yui Rail selbst zu einer touristischen Attraktion geworden ist und aufgrund ihrer Höhenlage eine gute Aussicht über den Stadtraum bietet.
Nach langen Überlegungen zu möglichen Streckenoptionen beantragte die Betreibergesellschaft im August 2011 eine Baugenehmigung für eine 4,1 Kilometer lange und vier Stationen umfassende Verlängerung im Nordosten von der Station Shuri bis zur Haltestelle Tedako-Uranishi in der Stadt Urasoe, direkt an der wichtigsten Straßenverbindung der Insel, der Nationalstraße 58, gelegen. Die Genehmigung wurde am 26. Januar 2012 erteilt, der Baubeginn fand im März 2013 statt. Der offizielle Betrieb der Erweiterung begann am 1. Oktober 2019, wobei ein Fahrplan mit verlängerten Hauptverkehrszeiten am Eröffnungstag verwendet wurde. Bereits in der ersten Betriebswoche erhöhten sich die Fahrgastzahlen der Gesamtstrecke erheblich.

## Strecke
Die fast durchgängig aufgeständerte, nur im Nordosten durch einen etwa 430 Meter langen Tunnel führende und vollständig zweigleisige 17 Kilometer lange Strecke verbindet mit 19 Haltestellen den Flughafen Naha über das Stadtzentrum mit der Nachbarstadt Urasoe.
Die Stationen liegen sehr hoch, bis zu 20 Meter über der Straße, und sind bis zur Station Shuri relativ einheitlich gestaltet. Im 2019 eröffneten Streckenabschnitt Shuri–Tedako-Uranishi sind die Haltestellen aufwändiger gestaltet. Es gibt 13 Stationen mit Mittelbahnsteig und sechs mit Seitenbahnsteigen. Der mittlere Haltestellenabstand beträgt 0,93 Kilometer. Von der Station Furujima aus gibt es eine Steigung von etwa 57 Promille, das steilste Gefälle beträgt 60 Promille zwischen den Stationen Gibo und Shuri.

## Fahrzeuge

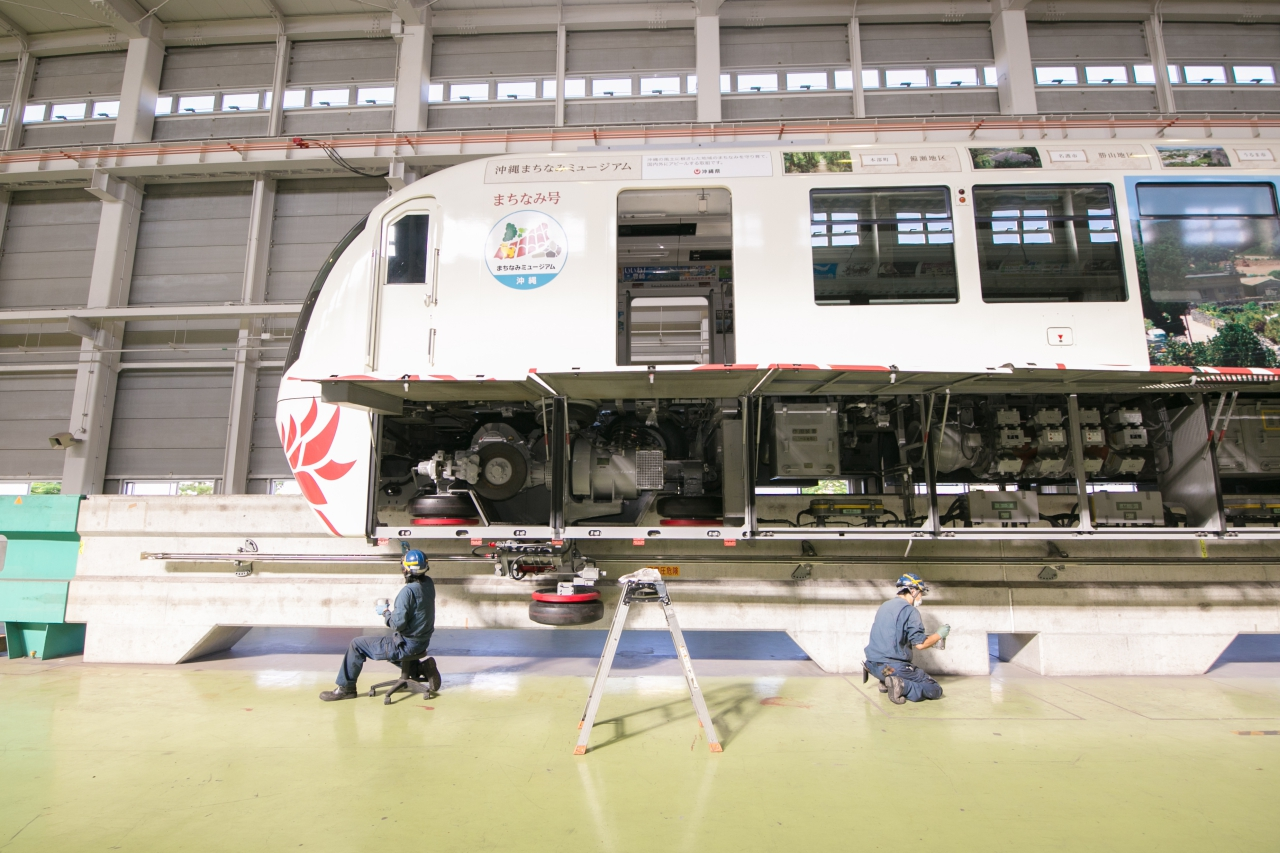
Blick auf Antrieb und Fahrwerk eines Zuges der Serie 1000

Auf der Einschienenbahn Naha werden ausschließlich Züge der Serie 1000 eingesetzt. Die Garnituren bestehen aus zwei gegenläufig festgekuppelten Endwagen der Bauarten MC1 und MC2, sodass sich eine Zuglänge von 28,7 Metern ergibt. Bei einem Gesamtgewicht von 53,8 Tonnen bieten diese Platz für 65 sitzende und 100 stehende Fahrgäste. Ein Prototyp und die erste Bauserie von sechs Zuggarnituren wurden 2001 bis 2003 vom Hersteller Hitachi und weitere fünf Garnituren von Kawasaki Heavy Industries gebaut und geliefert. Bei Ausweitungen der Flotte in 2009 und 2016/2017 kamen insgesamt sieben weitere Garnituren von Hitachi dazu, sodass der Fuhrpark 19 Züge mit 38 Wagen umfasst.
Im April 2019 wurde die Umstellung auf Drei-Wagen-Züge beschlossen, wobei insgesamt neun Züge beschafft werden sollen: vier komplett neu gebaute Züge sowie fünf bestehende Zwei-Wagen-Züge, die auf drei Wagen umgebaut werden. Nachdem im Februar 2023 Testfahrten mit einer neuen dreiteiligen Zuggarnitur begannen, wurden diese im Mai erfolgreich abgeschlossen. Zum 20-jährigen Jubiläum der Einschienenbahn fuhren am 10. August des Jahres erstmals solche Züge im Plandienst. Die Passagierkapazität beträgt 251, eine Steigerung um 86 gegenüber den zweiteiligen Zügen bisher. Anfang 2024 wurde der dritte Drei-Wagen-Zug ausgeliefert, es ist geplant, nach 2024 auf neun Züge zu erhöhen.

## Betrieb
Die Taktrate beträgt 6–12 Minuten, während der morgendlichen Stoßzeit verkehren die Fahrzeuge der Bahn im Abstand von 4–6 Minuten. Die Betriebszeiten sind von 6:00 Uhr bis 23:30 Uhr. Pro Werktag werden etwa 35.000 Passagiere transportiert. Die Gesamtfahrzeit von Endstation zu Endstation beträgt 37 Minuten, dies ergibt eine Reisegeschwindigkeit von 28 km/h.

## Trivia
Die Zuggarnituren sind immer identisch nummeriert: die zur Endstation Flughafen ausgerichteten Endwagen tragen die Ziffern "11...", während die anderen, nach Tedako schauenden, mit den Ziffern "12..." bezeichnet sind.

## Bildergalerie

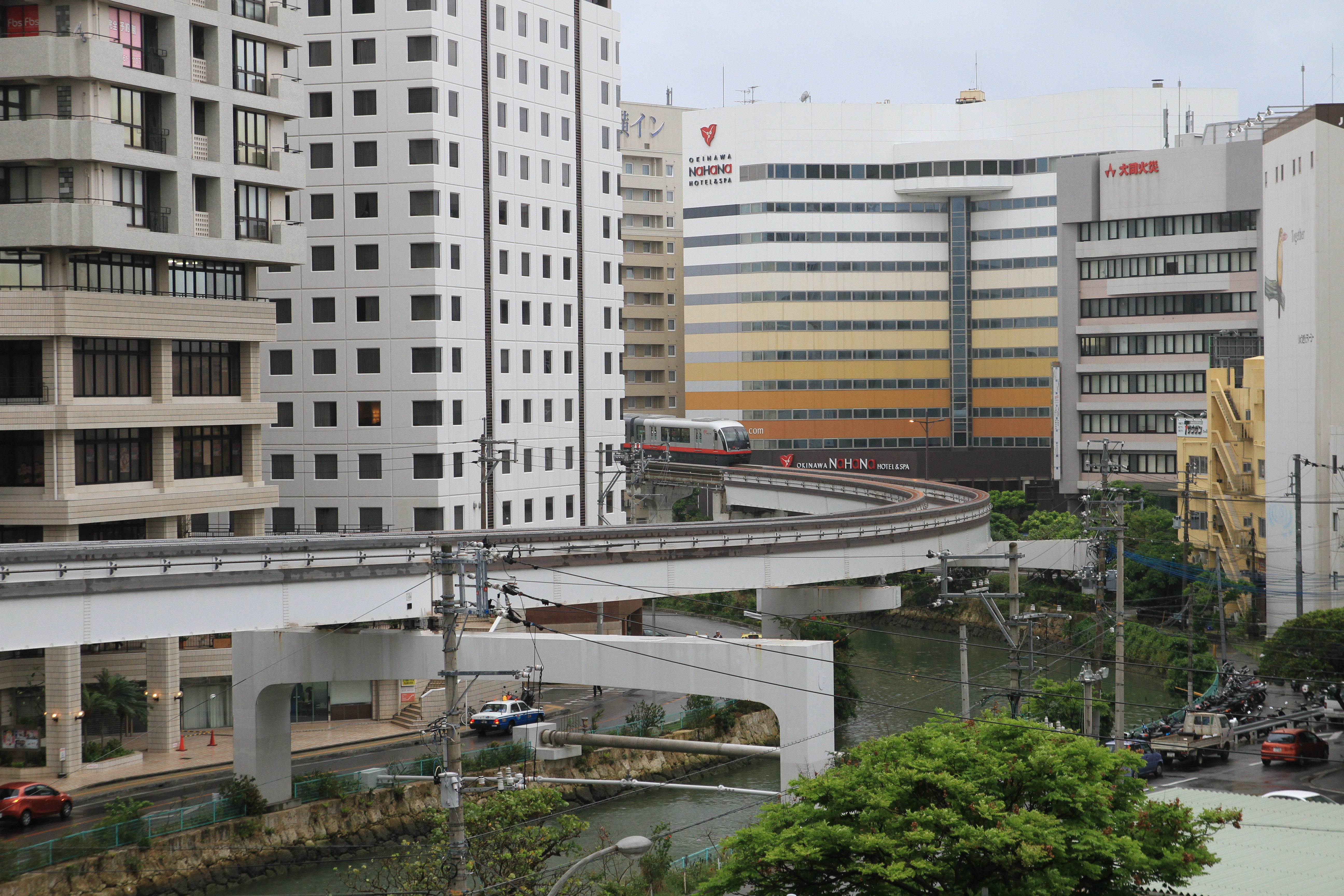
Ähnlich der Wuppertaler Schwebebahn verläuft ein Streckenabschnitt über einen Fluss
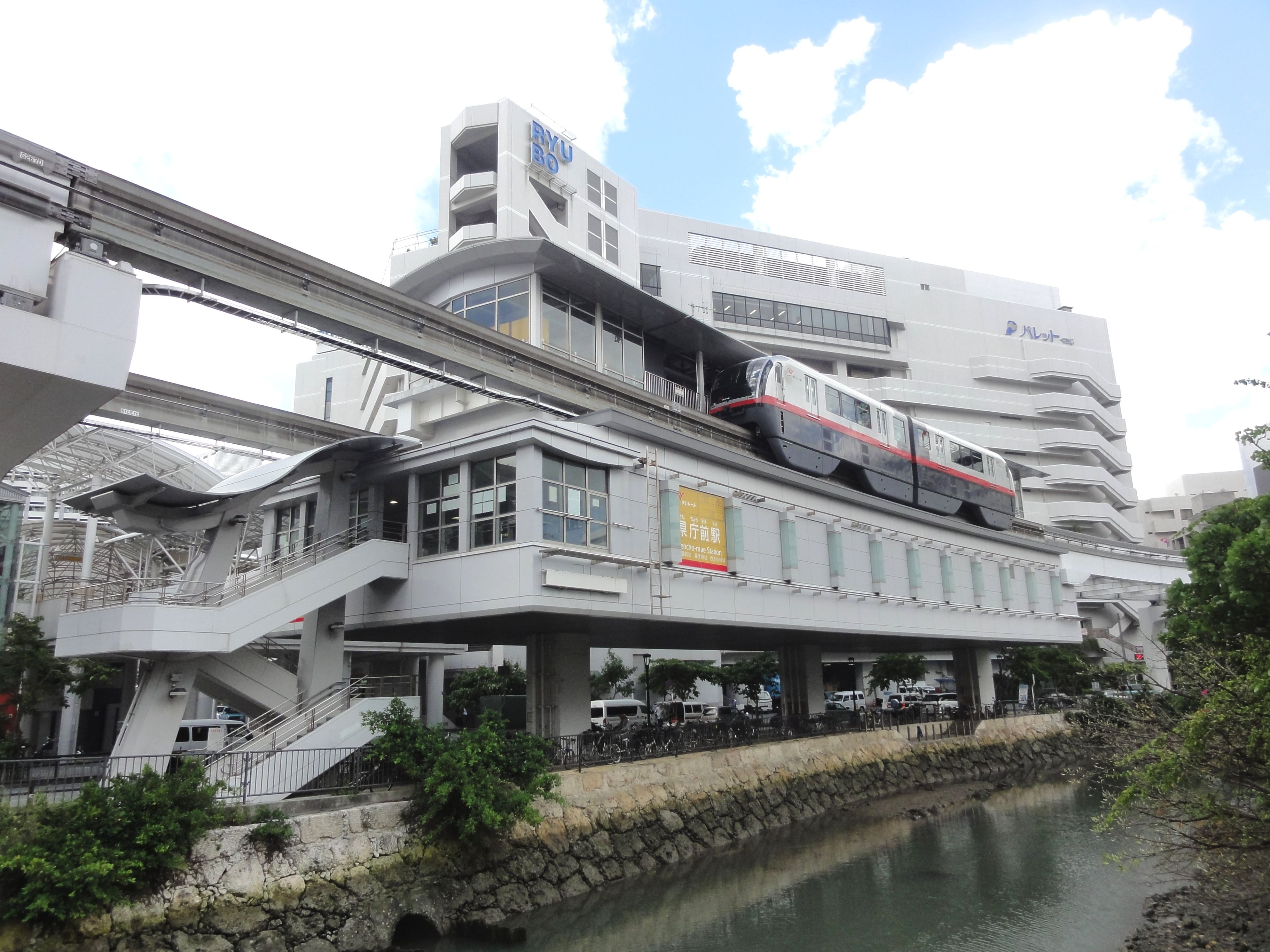
Station Kenchō-mae
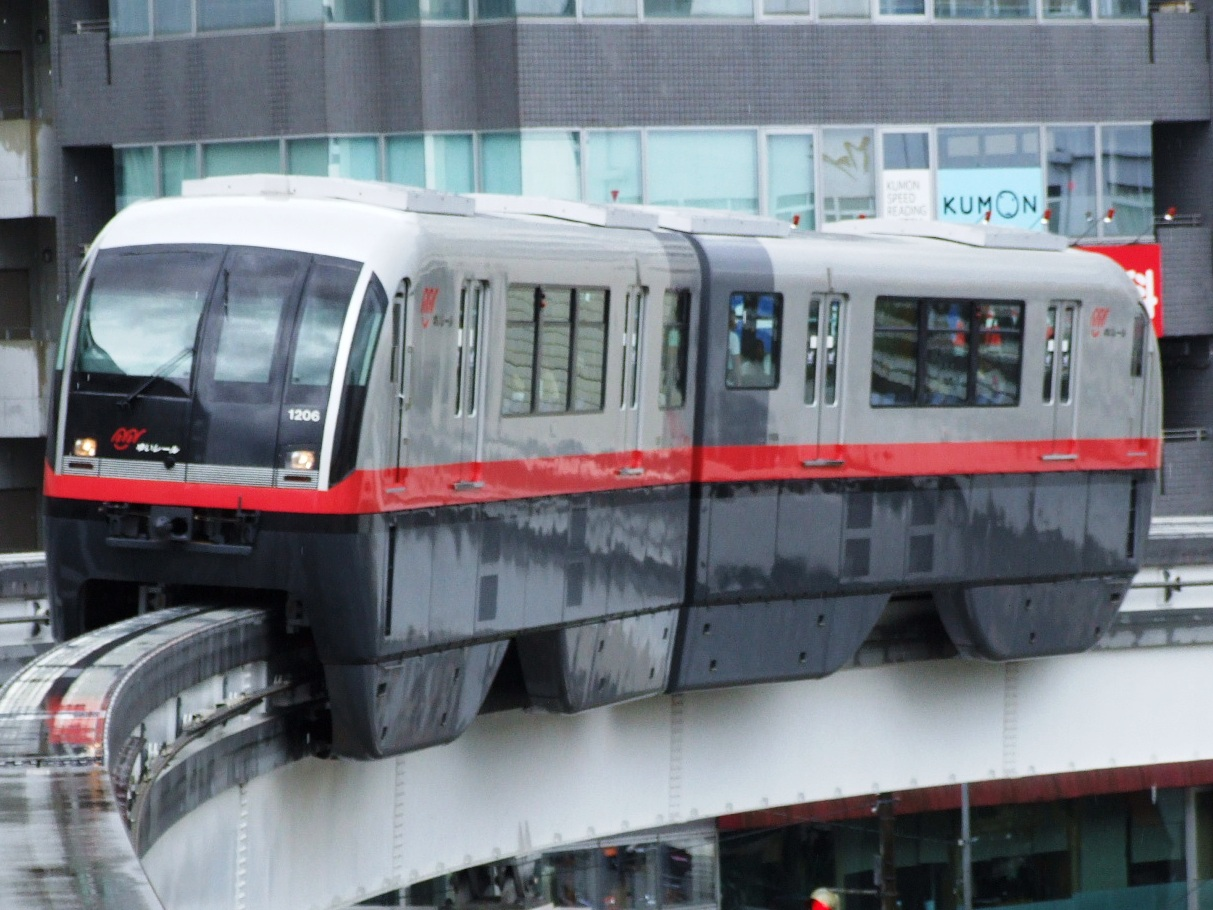
Gelenkzug der Serie 1000
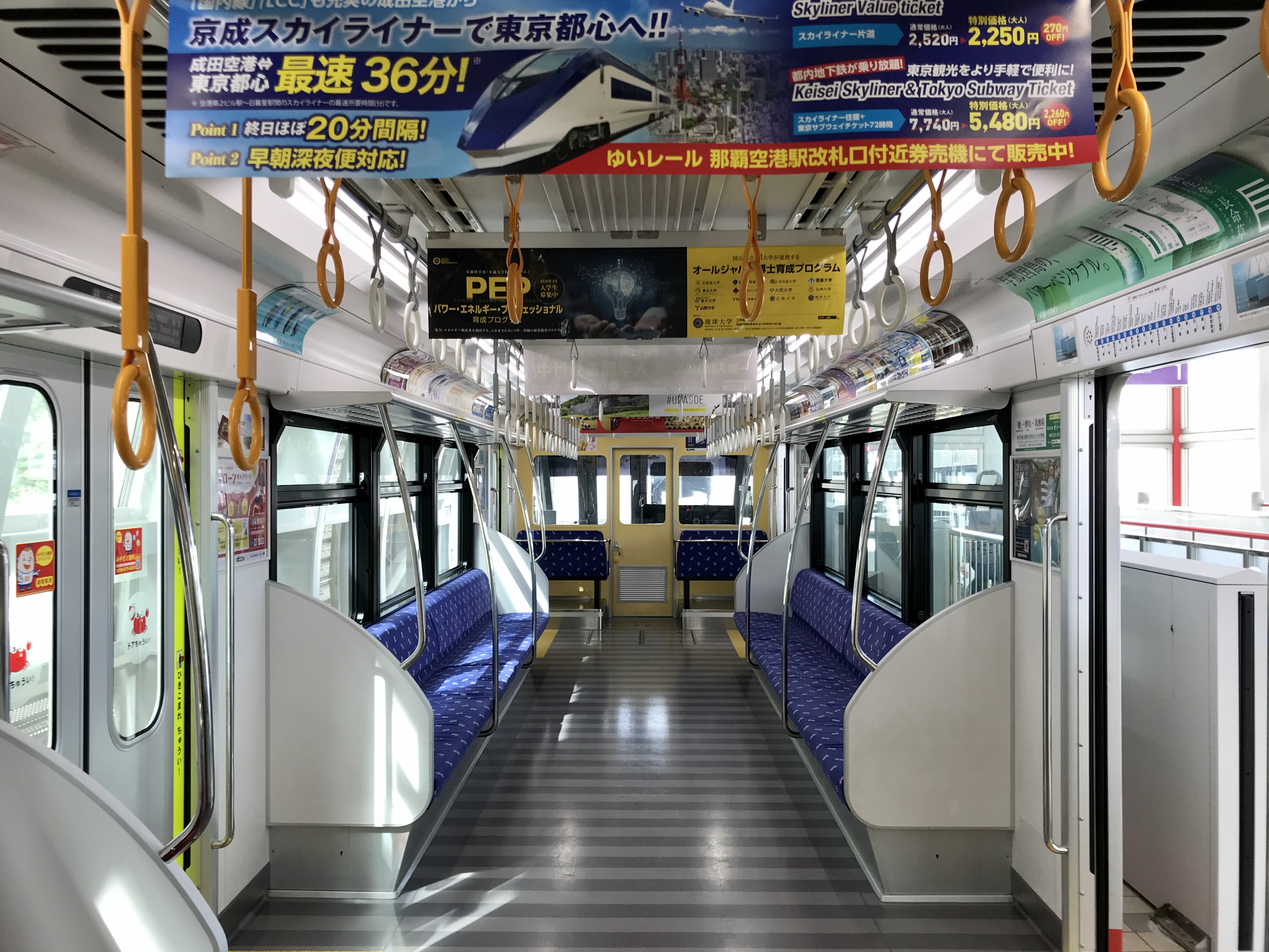
Das Innere eines Zuges
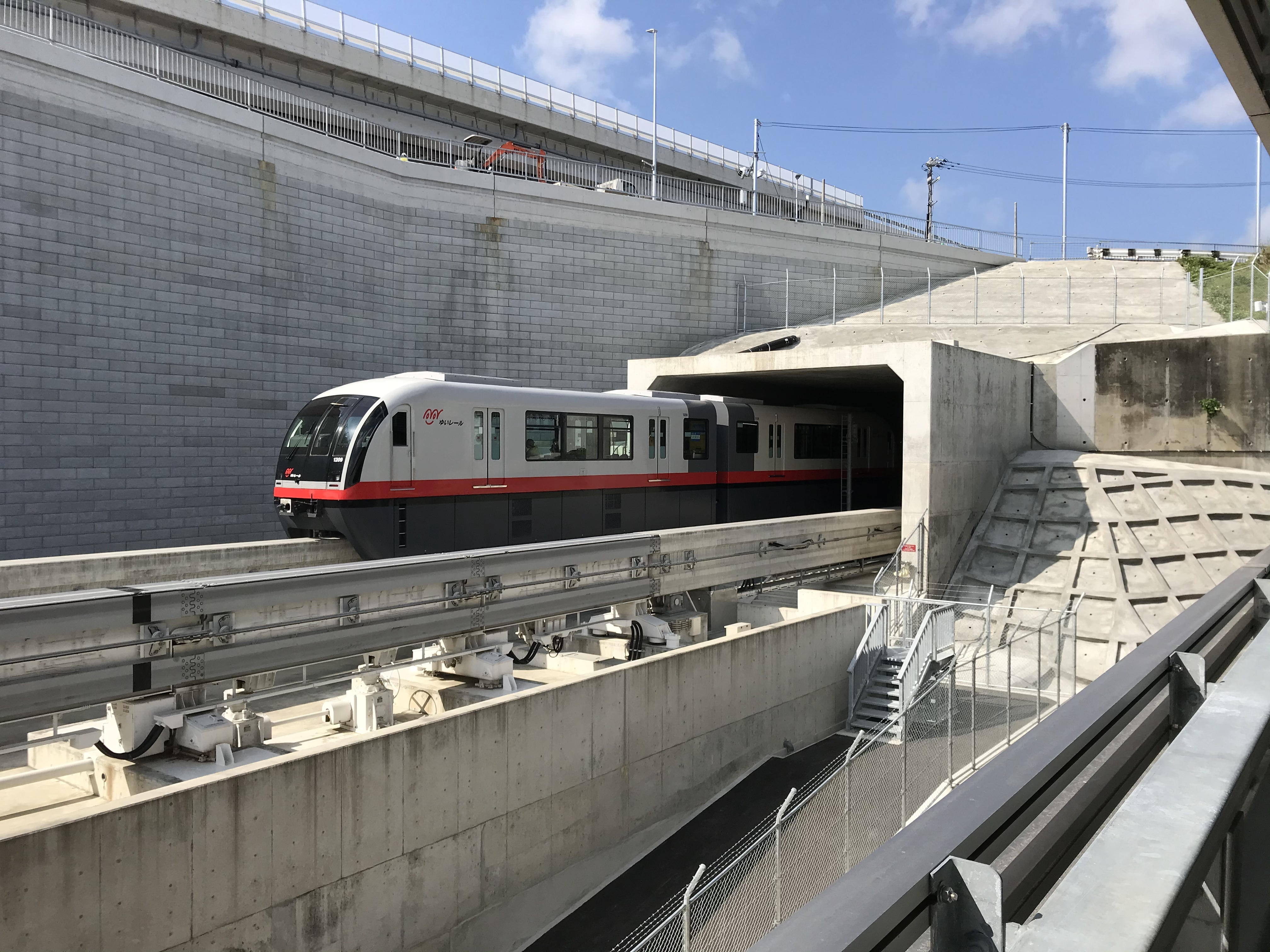
Zwischen den Stationen Urasoe-Maeda und Tedako-Uranishi fährt die Einschienenbahn durch einen Tunnel
- Einschienenbahn Naha